# UEFA Under-19 Futsal Championship 2019
Il campionato europeo di calcio a 5 Under-19 2019 (ufficialmente UEFA Under-19 Futsal Championship 2019) è stata la 1ª edizione del torneo e si è svolta in Lettonia, all'Arena Riga di Riga tra l'8 e il 14 settembre 2019.
Il torneo è stato disputato da 8 squadre divise in 2 gironi da 4 squadre: le prime due si sono qualificate alle semifinali. Non era prevista la finale per il terzo posto. Le squadre erano composte da giocatori nati dopo il 1º gennaio 2000.

## Qualificazioni
Le qualificazioni hanno visto la presenza di 34 nazionali per 7 posti, da aggiungersi alla Lettonia, qualificata come paese ospitante.
Il sorteggio delle qualificazioni si è svolto a Nyon, in Svizzera, il 1º novembre 2018 alle ore 14:00.

## Fase finale

### Scelta della sede
7 nazioni si sono dichiarate interessate a ospitare l'evento:
- Croazia
- Georgia
- Lettonia
- Portogallo
- Russia
- Ucraina
- Ungheria

Solo Georgia e Lettonia hanno poi avanzato la loro candidatura a ospitare l'evento ed è stata infine scelta quest'ultima il 27 settembre 2018.

### Impianti
L'impianto ospitante è stato l'Arena Riga di Riga.
| Impianto | Arena Riga |
| Foto     |            |
| -------- | ---------- |
| Città    | Riga       |
| Capacità | 12.500     |

### Squadre qualificate
| Squadra     | Qualificata in quanto |
| ----------- | --------------------- |
| Lettonia    | Nazione ospitante     |
| Polonia     | Vincitrice gruppo 1   |
| Paesi Bassi | Vincitrice gruppo 2   |
| Portogallo  | Vincitrice gruppo 3   |
| Ucraina     | Vincitrice gruppo 4   |
| Spagna      | Vincitrice gruppo 5   |
| Russia      | Vincitrice gruppo 6   |
| Croazia     | Vincitrice gruppo 7   |

### Convocazioni
Ogni nazione doveva presentare una squadra composta da 14 giocatori con un minimo di due portieri.

### Sorteggio dei gruppi
Il sorteggio si è svolto il 7 giugno 2019 a Riga presso il Daugavas Stadions, in Lettonia, alle 21:00 EEST. Le 8 squadre sono state suddivise in due gruppi di quattro squadre. I padroni di casa della Lettonia sono stati assegnati alla posizione 1 del Gruppo A, mentre le restanti squadre sono state sorteggiate senza vincoli, eccetto per quello di Russia e Ucraina di non potersi incontrare nella fase a gironi.

## Fase a gironi
Le prime due di ogni girone passavano alla fase a eliminazione diretta.

### Criteri di classificazione
In caso di parità di punti le squadre erano classificate in base a:
1. Punti negli scontri diretti;
2. Differenza reti negli scontri diretti;
3. Reti segnate negli scontri diretti;
4. Se più di due squadre sono pari e dopo aver applicato i criteri precedenti alcune sono ancora pari i criteri di cui sopra vengono riapplicati tra le squadre in questione;
5. Differenza reti in tutte le partite;
6. Reti segnate in tutte le partite;
7. Calci di rigore, esclusivamente se le due squadre sono pari nei criteri precedenti (ma senza altre squadre coinvolte), si scontrano nell'ultima giornata e il loro posizionamento è rilevante per il passaggio del turno;
8. Minor numero di punti disciplinari (rosso diretto = 3 punti, cartellino giallo = 1 punto, espulsione per somma di gialli = 3 punti);
9. Coefficiente UEFA al momento del sorteggio delle qualificazioni;
10. Sorteggio.

Gli orari sono locali, EEST (UTC+3).

### Girone A
| Squadra      | P.ti | G | V | N | P | GF | GS | DR  |
| ------------ | ---- | - | - | - | - | -- | -- | --- |
| Portogallo   | 9    | 3 | 3 | 0 | 0 | 13 | 2  | +11 |
| Polonia      | 6    | 3 | 2 | 0 | 1 | 7  | 6  | +1  |
| Russia       | 3    | 3 | 1 | 0 | 2 | 8  | 8  | 0   |
| Lettonia (H) | 0    | 3 | 0 | 0 | 3 | 2  | 14 | -12 |

| Arbitri: | Admir Zahovič Vedran Babić |

|                                                          |           |                        |
| Iwanek 10'03'’ Raszkowski 16'15'’ Borowik 31'04'’ (t.l.) | Marcatori | 3'27'’, 32'25'’ Karpov |

| Arbitri: | Juan José Cordero Chiara Perona |

|  |           |                                                                                          |
|  | Marcatori | 11'22'’ (aut.) Iļjins 15'03'’, 29'52'’ Neves 23'44'’ Coque 24'37'’ Moreira 36'12'’ Costa |

| Arbitri: | Grigori Ošomkov Daniel Matkovic |

|                                                                            |           |                    |
| Karpyuk 13'48'’, 32'12'’ Karpov 14'02'’ Titkov 29'19'’ Gereykhanov 35'48'’ | Marcatori | 24'54'’ Tarakanovs |

| Arbitri: | Yaroslav Vovchok Michael Christofides |

|                 |           |                                  |
| Palonek 12'39'’ | Marcatori | 4'00'’ Reis 7'16'’, 8'20'’ Lopes |

| Arbitri: | Vedran Babić Juan José Cordero |

|                                                       |           |               |
| Marcelo 13'24'’, 39'31'’ T. Paçó 39'01'’ Reis 39'41'’ | Marcatori | 2'21'’ Titkov |

| Arbitri: | Chiara Perona Yaroslav Vovchok |

|                 |           |                                                |
| Grīslis 27'30'’ | Marcatori | 13'23'’ Palonek 21'24'’ Borowik 31'34'’ Matras |

### Girone B
| Squadra     | P.ti | G | V | N | P | GF | GS | DR  |
| ----------- | ---- | - | - | - | - | -- | -- | --- |
| Spagna      | 9    | 3 | 3 | 0 | 0 | 15 | 1  | +14 |
| Croazia     | 6    | 3 | 2 | 0 | 1 | 9  | 4  | +5  |
| Ucraina     | 3    | 3 | 1 | 0 | 2 | 9  | 10 | -1  |
| Paesi Bassi | 0    | 3 | 0 | 0 | 3 | 0  | 18 | -18 |

| Arbitri: | Ingus Puriņš Cristiano José Cardoso |

|                                                                                                |           |  |
| Bielan 4'09'’, 15'31'’, 26'31'’ Blank 11'22'’ Masevych 23'39'’ Nahornyi 34'53'’ Nehela 35'28'’ | Marcatori |  |

| Arbitri: | Jan Kresta Marjan Mladenovski |

|  |           |                                                 |
|  | Marcatori | 3'23'’ Rodríguez 22'33'’ Pérez 25'14'’ Gordillo |

| Arbitri: | Irina Velikanova Fatma Özlem Tursun |

|  |           |                                                                                         |
|  | Marcatori | 16'38'’, 17'54'’ Sučić 21'09'’ Mudronja 25'22'’ Petrušić 32'53'’ Rendić 34'34'’ Vukelić |

| Arbitri: | Borislav Kolev Slawomir Steczko |

|                |           | |
| Nehela 15'05'’ | Marcatori | 2'46'’ Povill 19'26'’ (t.l.) Pérez 21'58'’, 38'45'’ Peña 24'05'’ Molina 30'03'’ Rodríguez 38'06'’ (aut.) Volkov |

| Arbitri: | Cristiano José Cardoso Admir Zahovič |

|                                      |           |               |
| Hrstić 16'06’, 31'24'’ Sučić 39'30'’ | Marcatori | 12'51'’ Blank |

| Arbitri: | Jan Kresta Ingus Puriņš |

|                                                                        |           |  |
| Pérez 6'02'’ Valle 7'55'’ Mayor 15'40'’ Peña 20'54'’ Rodríguez 22'49'’ | Marcatori |  |

## Fase a eliminazione diretta
|  | Semifinali    | Semifinali    | Semifinali |        |         | Finale  | Finale | Finale |  |
|  |               |               |            |        |         |         |        |        |  |
|  | Portogallo    | Portogallo    | 2 (2)      |        |         |         |        |        |  |
|  | Portogallo    | Portogallo    | 2 (2)      |        |         |         |        |        |  |
|  | Croazia (dtr) | Croazia (dtr) | 2 (3)      |        |         |         |        |        |  |
|  | Croazia (dtr) | Croazia (dtr) | 2 (3)      |        | Croazia | Croazia | 1      |        |  |
|  |               |               |            |        | Croazia | Croazia | 1      |        |  |
|  |               |               | Spagna     | Spagna | 6       |         |        |        |  |
|  | Spagna        | Spagna        | Spagna     | Spagna | 6       | 3       |        |        |  |
|  | Spagna        | Spagna        |            |        |         |         |        |        |  |
|  | Polonia       | Polonia       | 1          |        |         |         |        |        |  |

### Semifinali
| Arbitri: | Juan José Cordero Jan Kresta |

|                             |                      |                                 |
| Coque 29'29'’ Chuva 43'02'’ | Marcatori            | 38'58'’ Jurlina 47'15'’ Vukelić |
| T. Paçó Coque Neves         | Tiri di rigore 2 – 3 | Mudronja Cvišić Jurlina         |

| Arbitri: | Cristiano José Cardoso Borislav Kolev |

|                                                     |           |                 |
| Mayor 15'35'’ Pérez 18'04'’ (rig.) Gordillo 23'51'’ | Marcatori | 11'04'’ Palonek |

### Finale
| Arbitri: | Ingus Puriņš Grigori Ošomkov Irina Velinakova |
| Crono:   | Chiara Perona                                 |

|               |           |                                                                                            |
| Mužar 13'00'’ | Marcatori | 5'20'’ Mayor 14'13'’, 23'53'’ Rodríguez 18'26'’ Molina 19'33'’ (t.l.) Pérez 22'25'’ Povill |

## Campione
Spagna
(1º titolo)

## Classifica finale
| Pos.    | Squadra     |
| ------- | ----------- |
|         | Spagna      |
|         | Croazia     |
|         | Portogallo  |
| Polonia |             |
| 5       | Russia      |
| 5       | Ucraina     |
| 7       | Lettonia    |
| 7       | Paesi Bassi |

## Classifica marcatori
Solo i goal segnati nella fase finale del torneo sono conteggiati.
5 goal
- Antonio Pérez

- Adrián Rodríguez Mosteirín

3 goal
- Božo Sučić
- Tomasz Palonek

- Pavel Karpov
- Ricardo Mayor Gonzálvez

- David Peña
- Danylo Bielan

2 goal
- Jakov Hrstić
- Fran Vukelić
- Bartosz Borowik
- Célio Coque

- Ricardo Lopes
- Sévio Cadete Marcelo
- Hugo Miguel Neves Silva

- Tomás André Ramalho Reis
- Danil Karpyuk
- Denis Titkov
- Jesús Gordillo

- Cristian Molina
- Bernat Povill
- Denys Blank
- Oleh Nehela

1 goal
- Josip Jurlina
- Jakov Mudronja
- Mateo Mužar
- Filip Petrušić
- Toni Rendić

- Toms Kristians Grīslis
- Edgars Tarakanovs
- Krzysztof Iwanek
- Piotr Matras
- Jakub Raszkowski

- Nuno André Loureiro Chuva
- Daniel Filipe Simões Costa
- Rui Miguel Sobral Moreira
- Tomás Paçó
- Kamil Gereykhanov

- Néstor Valle Gómez
- Marian Masevych
- Eduard Nahornyi

1 autogoal
- Andrejs Iļjins (pro Portogallo)

- Eduard Volkov (pro Spagna)

## Squadra del torneo
Gli osservatori tecnici dell'UEFA hanno selezionato i 14 giocatori per la squadra del torneo:
- Krzysztof Iwanek (Portiere)
- Antonio Navarro (Portiere)
- Ricardo Mayor
- Tomás Paçó
- Alejandro Cerón
- Josip Jurlina
- Antonio Pérez
- Cristian Molina
- Bernat Povill
- Fran Vukelić
- David Peña
- Jesús Gordillo
- Adrián Rodríguez
- Hugo Neves